# こちら、終末停滞委員会。
『こちら、終末停滞委員会。』（こちら しゅうまつていたいいいんかい）は、逢縁奇演による日本のライトノベル。イラストは荻poteが担当している。電撃文庫 (KADOKAWA) より2024年7月から刊行されている。略称は「こちまつ」。2025年3月時点でシリーズ累計発行部数は5万部を突破している。
いずれ宇宙を滅ぼすとされる事象・終末と戦いながら学園生活を送る少年少女の物語。
2025年1月には水瀬いのりがナレーションを務めるPVとCMが公開された。2025年6月には第4巻発売記念PVが公開された。
外伝小説『こちら、終末停滞委員会。です！ ――例えばこんな、普通の日々の物語。』が『電撃ノベコミ+』(KADOKAWA) にて2025年3月から5月まで連載された。イラストはあさなやが担当している。
メディアミックスとして、桜井寛によるコミカライズが『少年エースplus』(KADOKAWA) にて2025年4月から連載中。

## あらすじ
第1巻
人の心を読む能力・囁き屋をもつ言万心葉は、中学卒業前にメキシカンマフィアのサングレ・オクルタに拉致され、3年間奴隷のように利用されてきたが、用済みとみなされて遠い国へ売られることになった。しかし、同じく囚われていたところを偶然助けた少女・黒の魔王の力で輸送船は沈没し、心葉はサングレ・オクルタでの唯一の友人だったラファエル・ガルシアを助けようとして沈溺する。
心葉は女神の姿をした終末・霊魂アキュムレータ™に回収され、異世界転生と騙されて取り込まれかけるが、終末と戦う組織・終末停滞委員会に所属する蒼の学園の恋兎ひかりたちによって救出される。心葉は自らも人型の終末であることを教えられ、霊魂アキュムレータ™に協力させられていたメイド姿の終末・Lunaともども蒼の学園によって処分されかけるが、蒼の学園の生徒会長であるエリフ・アナトリアから心の声による助言を受け、Lunaとともに蒼の学園への協力を申し出る。
心葉とLunaは恋兎が率いるチームのもとで、蒼の学園への入学前に終末解決の見学をすることになる。心葉は小柴ニャオに同行し、カウス・インスティトゥート所属のレア・クール・ドゥ・リュミエール、マギナ・アヴラムとともに、カルト宗教の永遠なる沈黙の熱狂者が発生させた終末・臓物マンションに臨み、その解決に貢献する。
心葉とLunaはテルミベック・ジェーンベコワのラボで保管されている終末を調査することになり、その中のひとつである泥の仮面に注目する。恋兎のチームとテルミベックは、泥の仮面が心の声で示した座標であるフィリピン海に何かあると考え、心葉とメフリーザ・ジェーンべコワの2人が深海探索に向かい、蒼の学園から逃亡するつもりだったLunaも心葉を案じて密かに同行する。深海に形成されていた異界で、泥の仮面の黒幕である機械の終末・守護者の群れと交戦し窮地に陥るが、心葉がLunaと契約して同化した終末・黄金の獅子の力で形成逆転する。守護者は全てを滅ぼすために死体仕掛けの神となって地上へ出現するが、待機していた恋兎がこれを討伐する。
第2巻
6月、心葉とLunaは正式に蒼の学園に入学する。転入当初の心葉はクラスメートの多くから人型終末として警戒されていたが、気にせず話しかけてきたアーラヴ、PMと親しくなり、終末・深穴を利用した授業での活躍によりクラスメートから認められる。
三大学園合同の天空競技祭が間近に迫る中、エリフは恋兎に、恋兎と心葉の暗殺計画が進行していることを教え、心葉を守りつつ鍛えるよう頼む。恋兎はこれを承諾し、あわせて天空競技祭の種目の一つである、各学園から5人ずつ生徒を選抜して決闘する代表戦を引き受け、メンバーを恋兎班で固める。代表戦出場者が一堂に会する場で、心葉の囁き屋によって、暗殺計画の首謀者がCorporationsの企業警備隊隊長、ケイトリン・アン・オースティンであることを突き止める。
Corporationsとの代表戦に向けて、心葉たちは恋兎班の最古参であるウー・シーハンの銃痕・四つの凶を利用した特訓を受ける。心葉は自身の銃痕・noapusaの使い方を理解していなかったが、代表戦本番で対戦相手のフィドラ・レイノルズに感化されて自身の過剰な変身願望を受け入れる。これによりnoapusaの能力でフィドラに変身し、互角の戦いを繰り広げた末に辛勝を収める。
蒼の学園とCorporationsの対決は恋兎とケイトリンの大将戦までもつれ込むが、永遠なる沈黙の熱狂者と黒の魔王の乱入によって会場は混乱に陥る。ケイトリンは、事前に協力を取り付けていた反現実団体のメンバーを伴い、さらに計画を知らせていなかった代表戦の仲間たちも味方につけ、恋兎の暗殺を実行に移す。恋兎班の仲間がいる会場から引き離されながらも奮闘する恋兎によって味方が倒される中で、ケイトリンは到達点・終わりの炎炎を発動して恋兎に迫るが、恋兎は桜の残影がもつ、自身を弱体化させる能力を解除してケイトリンを撃破する。
ケイトリンの仲間たちは永遠なる沈黙の熱狂者の技術で洗脳されていた被害者と認定されて罪には問われず、ケイトリンのみが逮捕される。後日、Corporationsの生徒会長であるアメリア・マクビールは密かに刑務所を訪れ、事件を機に職を辞して街を離れ、新たな学園を作るという夢を語る。彼女の補佐を求められたケイトリンは、その誘いに応じるために脱獄する。
第3巻
日本近郊に、死霊次元からのポータルが出現した。死霊次元は、数万もの次元を瞬く間に破壊する終末・星のくじらの進路上に存在することから滅亡の危機に瀕しており、心葉たちの桜次元へ進路を変更させるために、東京の不忍池にある、別次元からの脅威を防ぐ役割を果たしている終末・鉄の心臓を破壊しようとしていた。
蒼の学園は恋兎暗殺未遂事件に関する賠償請求の一環として、CorporationsからmALEEaを留学の名目で引き抜く。一方で探偵協会に所属する縛鎖の探偵・廃道昏が現れ、死霊次元による侵略の兆候をエリフに伝える。蒼の学園は黒の魔王を擁した日本政府と協力し、さらにカウス・インスティトゥートとCorporationsの支援を受けて死霊次元と交戦する。不死の技術をもつ死霊次元相手に劣勢を強いられ、怪異と呼ばれる日本の終末の助力を得て時間を稼ぐ一方で、エリフは死霊次元の首領・藍色の兎に接触し、恋兎による星のくじらの討伐を提案する。
討伐作戦は、時間を圧縮する銃痕をもつグエン・バオランの犠牲により、恋兎を乗せたロケット・イビス2号を、星のくじらの進路上にある生まれたばかりの次元に送って迎撃させるというもので、成否を問わず恋兎の帰還は望めないものだった。しかし、死霊次元の協力者である髑髏の仮面の男の妨害により恋兎は搭乗時間に間に合わず、代わりにnoapusaで恋兎に変身した心葉が出撃する。恋兎の力を以ってしても星のくじらには敵わず、noapusaの変身は解除されかけるが、Lunaと合体して黄金色の兎へと変化し、さらにmALEEaの到達点が結集させた地球の人々の願いが共同幻想の法則によって力を与えたことで、星のくじらの討伐に成功する。
宇宙に投げ出された心葉とLunaは、未来から宇宙船・イビス99号に乗ってやってきたエリフによって救出される。未来のエリフは自分が心葉の幼なじみの「みっちょん」であることを明かし、その半生を語る。その際に、心葉が未来のエリフから愛を告げられ、自分に愛される価値があると理解したことによって、noapusaは機能を失う。
タイムトラベルの代償により、エリフに関するあらゆる記録が宇宙から抹消される。しかし地球への帰還後、「誰か」がいなくなった現状に違和感を抱いていた心葉は、黒の魔王の助言を受け、その人物を世界に取り戻す決意を固める。一方で、「誰か」を探しているという目的と自分の名前以外の記憶を失ったエリフは、砂漠で彷徨っていたところを、サングレ・オクルタを裏切り逃亡中のラファエルに助けられる。

## 登場キャラクター
声の項はPVの声優。

### 蒼の学園

#### 恋兎班
言万 心葉（）
本作の主人公。顔をはじめ全身に傷がある少年。17歳。
人の心を読む終末囁き屋（）を持つ。終末ポテンシャルはStage4「活性化」。エリフからの助言で、周囲には未来予知の能力と偽っている。
ライトノベルの主人公に憧れ、普通の高校生のような青春がしたいと望んでいる。育ての親である老住職からボクシングを習っていたほか、「いいヤツ」でいなければいけないという教えを胸に刻んでおり、優先して他者を助けることができる。
名前の由来は古今和歌集仮名序の一節「やまとうたは、人の心を種として、万の言の葉とぞなれりける」で、逢縁の未発表作品『デバッカーズ！』の主人公の名前から流用された。
noapusa（）
心葉の「人間になる」銃痕。小さな拳銃。対象と全く同じ人格・記憶・身体能力・反現実性をもった人間に変身する。発動中は心葉としての意識がなく、どちらが本物なのか誰にもわからなくなる。

Luna
声 - 佐倉綾音
本作のヒロインの1人。水色のジャージにエプロンとカチューシャをつけたメイド。境界領域商会によって製作された、全身が金属糸で織られている機械人形。鋼鉄の花嫁（）と呼称される終末で、終末ポテンシャルはStage3「成長」。
心葉の境遇に心を痛め、報われることを願っている。
本作のプロットの段階でサブヒロインに相当する位置付けとなっていたが、逢縁が自身の嗜好や荻poteによるキャラクターデザインを評価したことにより、第1巻の表紙を飾るヒロインになった。また、他のキャラクターや用語の設定には変更があったのに対して、Lunaの設定はプロット段階のものがほぼ維持されている。
黄金の獅子
鋼鉄の花嫁がユーザーを主人を認めることによって、鋼鉄の花嫁の本来の指向性を解放した終末。鉄糸で織られた黄金色の獅子の姿をしている。

恋兎 ひかり（）
本作のヒロインの1人。スーパー美少女を自称する、桜色の髪の少女。心葉たちの1つ上の先輩で、チームのリーダー。
能天気な振る舞いを見せる一方で、人類最強と評される実力者。桜色のエネルギーを司り、ビームを射出したりバリアを展開したり分身を生成したりする。
桜の残影（）
恋兎のギター。恋兎が調査を拒否しているため、表向きは詳細不明となっている。
その正体は、とある天使から与えられたギフトであり、恋兎の「人間でいたい」という願いに応え、恋兎自身を弱体化させる能力をもつ。

小柴 ニャオ（）
本作のヒロインの1人。藤紫色の髪をツーサイドアップにした、小動物のような少女。中等部1年生。
負けず嫌いであり、心葉との些細なやりとりを勝敗として数えている。
シャムシール
小柴の「銃弾と標的（）を入れ替える」銃痕。標的を張った対象ごと位置を入れ替えることが可能であり、特定の人物に持たせて撃つことによって帰還させるほか、戦闘や追跡にも使用される。

メフリーザ・ジェーンべコワ
本作のヒロインの1人。長身で褐色の少女。17歳で、心葉の同級生。
反現実災害を発生させた神秘学者の父が逮捕された後、兄とともに保護されて蒼の学園にきた経緯を持つ。
真面目な性格。男性を苦手としているが、傷だらけの心葉を気にかけている。
八脚馬（）
メフリーザの「探索する」銃痕。巨大なライフルから、さまざまな乗り物に変形できる。渋い男の声で話す、正義感の強い性格。

ウー・シーハン
恋兎の先輩で、チームの元隊長。万年留年生。長袍を着た眠たげな少女。「皆が日々を平穏に過ごすこと」を自身の願いとしており、とある任務で無理をした結果、銃痕の副作用で四重人格になり、常に睡眠をとらなければならなくなった。
四つの凶（）
ウーの「四つの凶を操る」銃痕。中型のバズーカ。4種類の獣のうち、1日に1匹だけ召喚できる。
渾沌（）
「無い」を「在る」にする獣。ハンペンの塊のような首のない生き物で、ウーによると一番素直に言うことを聞くとされる。渾沌を受け入れるかというウーの問いに同意した者を呑み込む。渾沌の内部ではウーの意思で存在しないものを存在させることが可能であり、命を落とした者は蘇生できるほか、時間を生み出すことによって渾沌の外部よりも長い時間を確保できる。
窮奇（）
「正しい」を「間違い」にする獣。筋肉質で巨大な腕をもつ怪物。人間を非人間（異形の怪物）に変貌させたり、試合の勝敗を逆転させたりと、あらゆるものをあべこべにする能力を持ち、ウーでも制御できないとされる。
檮杌（）
「分かる」を「分からない」にする獣。
饕餮（）
「魔」を「聖」にする獣。左半身は笑顔、右半身は怒り顔を浮かべた巨大な青銅の生き物。

#### その他の蒼の学園の関係者
エリフ・アナトリア
声 - 水瀬いのり
蒼の学園の生徒会長。色鮮やかな帽子を被り、宝石を纏った小柄な少女。
真の正体を知る者は蒼の学園にいないとされるほどの秘密主義者。一方で、人間の自由意志を信じており、囁き屋をもつ心葉に「猟犬」になることを要求した際には、強制することなく対価として彼の要望を尋ねた。
心葉のことを愛しているらしく、仲良くなるために何かと理由をつけて彼に会おうとする。また、恋兎にのみ「心葉のために生徒会長になった」と自身の素性を断片的に明かしている。
散文的に。（）
エリフの「過去を撃ち抜く」銃痕。過去に銃弾を撃つ能力で、時空の射程は30年前まで、距離の射程は半径300キロメートルだとされる。暗殺に適しているが、過去改変に伴う世界の歪みを抑えるために、使用するたびにエリフに関するあらゆる記録が世界から消失していく代償を伴う。

フォン・シモン
イルミナティの管理人。気が弱そうな長身の青年。彼が5日休むだけで蒼の学園が崩壊すると評されるほど事務処理能力が高いが、一方で他人の心が理解できない。
テルミベック・ジェーンベコワ
メフリーザの兄。
偉そうな言動をするが面倒見は良い。妹に頭が上がらず、女性を苦手としている。
涙する巨鳥（）
テルミベックの「帰ってくる」銃痕。テルミベックの心臓が止まった時に弾丸が一発だけ装填され、他の者が撃つことによって、発射された弾丸がテルミベックと同一の肉体・精神・記憶を有した人間に成長する。

プラチナ・ストーリーエンド
樹木騎士団の騎士団長。蒼の学園では恋兎の次に武闘に優れているが、トンチキな面があり、言い回しがオタクにかぶれている。
これは私の物語。（）
プラチナの「闇騎士となる」銃痕。重さ1万トンの槍、物理耐性の高い大盾、空を飛び人語を話すバイクを生成する。

グエン・バオラン
樹木騎士団の騎士副団長。実年齢は200歳を超えているが、銃痕の能力で50歳程度の肉体年齢を維持している。プラチナとは親子同然の関係を築いており、恋兎にとっては幼少のころから世話になっていた人物。
圧縮される勝利（）
グエンの「時を圧縮する」銃痕。対象の時間を圧縮して動作を速めたり、逆に対象の周囲の時間を圧縮して動作を遅めたりする。

ファム・ティ・ラン
1年F組の委員長で、樹木騎士団の見習い。終末をもつ人間に対して敵意を抱いており、心葉にも厳しい態度をとる。正義感が強く、間違いがあれば正そうと努めているが、幼いころから何かを間違えている気がするという妄想に囚われており、天空競技祭ではそれを巨匠に利用されることになった。
猟犬（）
ランの「絶対に命中する」銃痕。フリントロック式マスケット銃。撃った弾丸は指定した対象に必ず命中し、途中に障害があればすり抜ける。

アーラヴ
1年F組の男子生徒。嫌いな者は貧乏人だと語り、所得の格差による悲劇を生まないよう、財は平等に与えられるべきだという信念にもとづき行動する。
真珠を啄む（）
アーラヴの「二倍にする」銃痕。ハンドガン。着弾した物質を2つに増やす。

ピアクディ・メン
1年F組の男子生徒。通称はPM。自身を番長と称し、喧嘩上等を座右の銘にしているが、その実、人を傷つけることを嫌っており、拳を振るうのは本当に大切なものを護る時にだけと決めている。
ヌグォイ・ラン（）
PMの「サイズを変える」銃痕。2丁のミニガン。着弾した物質の大きさを変える。

田中 英夫（）
1年F組の教師。
番組の途中ですが。（）
田中の「モニターに入る」銃痕。動画再生中のモニターに日本貨幣をぶつけることによって効果を発揮する。生放送中の映像の場合は撮影地点へ瞬間移動できる。

### カウス・インスティトゥート
レア・クール・ドゥ・リュミエール
本作のヒロインの1人。お嬢様然とした銀髪の少女。16歳。追放部隊所属。心葉と意気投合する。
ジェヴォーダンの乙女
レアの「斬って着る」斬撃。巨大なチェーンソウ。斬った対象を着ることが可能なほか、対象の内側に亜空間を展開して操作することもできる。

マギナ・アヴラム
半笑いを浮かべた小柄な黒髪の少女。追放部隊所属で、レアの先輩。
森の呪い（）
マギナの「釘を刺す」斬撃。マギナが口頭で禁止命令を出すことによって、対象の特定部位に巨大な木製の釘を出現させて行動を制限する。

イシス・ハリード
カウス・インスティトゥートの賑やかし担当を自称し、天空競技祭の代表戦で実況を務めた少女。
号外号外（）
イシスの「記憶を刻む」斬撃。銀色のケペシュ（刀剣）。イシスを中心とした半径500メートルの光景を記録世界に転写し、その内部を自由に行き来することができる。

ナディア・ハリード
イシスの妹。カプ厨で、シモンとダスクのカップリングを推している。
朗報朗報（）
ナディアの「推しを推す」斬撃。対象の銃痕・斬撃・片羽を「全体化」する能力をもつ。「全体化」の効果は対象の反現実性によって異なり、混沌を讃えよに使用した際には、ほぼ全ての蒼の学園の生徒の視界をシモンに共有させた。

### Corporations
アメリア・マクビール
Corporationsの生徒会長。第6地区の街を深く愛しており、死後も君を見てるの能力によってあらゆる仕事に無償で従事し、街の発展に貢献してきたが、一方でそれが貧富の格差を悪化させていることに悩んでいた。行き場を失った者たちのために新たな学園を作ることを密かに目指している。
君を見てる（）
アメリアの「遍在する」片羽。アメリアの遺体から30キロメートルの範囲内において、アメリアの意思を量子的に具現化し無限に増殖させる能力をもつ。無限に近い数の思考を並行処理しながら平然と振る舞うことを可能にしており、心葉に出会った中で最も恐ろしい化け物と思わせた。

ケイトリン・アン・オースティン
企業警備隊の隊長。背の高い緋色の髪の少女。
幼少期は引っ込み思案な性格だったが、9歳の時に30年後の未来と時空がつながるタイムパラドックス事変に巻き込まれ、生き残るために39歳の自分を殺した過去をもち、それ以来、強さを求めるようになった。強さは義務を果たすためのものだと信じており、大義をもたぬまま強大な力を振るう恋兎を危険視する。
英雄は死なず（）
ケイトリンの「強くなる」片羽。緋色の翼。ケイトリンが傷つくほど肉体を強化する能力をもち、仲間が傷ついた場合にも同じ効果を発揮する。
英雄は死なず――終わりの炎炎（）
ケイトリンの片羽の到達点。翼に蓄積してきた力を消費することによってケイトリン自身をさらに強化するが、翼を消費し尽くした時に死ぬとされる。

メルビン・グレー
文学少女を彷彿とさせる、眼鏡をかけた灰色の髪の少女。その外見に反して武闘派で、能力の使用が許可された無差別格闘技の大会で何度も優勝した実績をもつ。
愚者の足跡（）
グレーの「道を作る」片羽。灰色の翼。直径1メートル以下のポータル（輪）を生成し、赤い輪に入ったものを青い輪へ、青い輪に入ったものを赤い輪へと、それぞれ瞬時に転送する能力を持つ。

mALEEa（）
フルクトゥス内でもトップの人気を誇るアーティスト。歌手として類まれな才能をもつ一方で、校内の模擬戦ランキングで常に上位に入るなど、高い戦闘能力も併せ持つ。
最強無敵のお姫様（）
mALEEaの「歌に想いを込める」片羽。虹色の翼。歌声に感情を乗せることによって強い反現実性を発揮する。細かい感情ごとに発揮する効果は異なり、愛や喜びを込めた歌声は聴いた者を怪我や病気から回復させる。
最強無敵のお姫様――世界はきみを待っている。（）。
mALEEaの「笑顔にする」片羽の到達点。mALEEaの歌声を聴いた者に、それぞれの好きなものや好きなことを想起させ、勇気を与える効果をもつ。使用の代償として、歌唱後にmALEEaは声を出せなくなった。

アレックス・ケイブ
金髪をオールバックにした偉丈夫。8年前、未来の記憶をもつケイトリンと出会い、42歳の自分が39歳のケイトリンと仲良くなった実の娘を虐待の末に殺すことを知り絶望するが、未来を変えるためにケイトリンの誘いに応じて彼女に付き従うようになった。
夜が来る！（）
アレックスの「夜になる」片羽。アレックスの肉体を構成する物質を、硬質化と粒子化の性質をもつ「夜」に変換して姿を変える。ただし心臓のみ変換することができない。

フィドラ・レイノルズ
Corporationsの生徒で、次期生徒会長候補。常に柔和な笑みを絶やさない好青年。誰も戦わずに済むよう、自分が代わりになんでもできたらいいと願う、自己犠牲的な精神の持ち主。
申告虚偽（）
フィドラの「コピーする」片羽。24時間以内に観測した銃痕・斬撃・片羽の能力を再現することができる。また、この能力を観測した者には、「複数の羽を操る能力である」という偽の情報を植え付ける効果もある。Corporationsでも上位の強さを誇るが、能力だけでなく対象の渇望もコピーするため、自己同一性の崩壊を早めるという代償を伴っている。

ダスク・グリッター
シスター服を着た煽情的な少女。意中の相手であるシモンに淫靡なアピールをしているが、彼からは冷たくあしらわれている。
混沌を讃えよ（）
ダスクの「世界を共有する」片羽。対象の五感に別の生物の感覚を投影する能力をもつ。

### 終末

#### 人型終末
囁き屋

鋼鉄の花嫁

黒の魔王
黒いコートを着た黒髪の少女。終末ポテンシャルはStage5「混乱」。かつてはCorporationsの生徒だったが、終末の発現に伴い脱学した。
強力な情報ジャミングの性質をもっており、彼女に関する情報は本名等も含めて残っていない。影の巨人を使役する。
魔王を自称し、宇宙の滅亡を標榜する一方で、ハッピーエンドがあることを信じると語る。心葉のことを同類とみなしてアプローチをかけており、心葉からも強い関心を抱かれている。
巨匠（）
永遠なる沈黙の熱狂者の首領。終末ポテンシャルはStage7「破壊」。
柔和な雰囲気をもつ背の高い糸目の男だが、心葉が読もうとしたその心は悪意に満ちている。言葉で命令するだけで相手を石のように動けなくするほか、肉体を傷つけられてもすぐに再生する。
未来のエリフ・アナトリア
大規模な因果介入能力を有することから終末と認定された。終末ポテンシャルはStage8「大火災」。死霊次元との戦いで犠牲になった心葉を救うことを目的としている。蒼の学園の生徒会長を辞めて追われる身となりながらも、20年かけて宇宙船・イビス99号を開発し、現代へやってきた。
散文的に。――時には、詩的に。（）
未来のエリフの「時を超える」銃痕の到達点。弾丸を撃ち込んだ対象とエリフ自身を過去へ送る。代償として、エリフに関する記録は世界および人々の記憶から消失し、存在自体が初めからなかったものとして扱われる。例外として、「『黒』に深く属する」黒の魔王は影響を受けず、同じく「『黒』が入っている」とされる心葉は、記憶を失いながらも誰かがいないことに対する違和感を抱いている。

怪異の王
襤褸を纏い、虎の尾を生やした少女。終末ポテンシャルはStage0。かつて人と怪異が共存する世界を目指し、「百鬼夜行」と呼ばれる日本史上最大の反現実性事件を起こした。

#### 三大学園の終末
銃痕の天使（）
蒼の学園の生徒に銃痕を与える天使。終末ポテンシャルはStage6「動揺」。
斬撃の天使
カウス・インスティトゥートの生徒に斬撃を与える天使。
片翼の天使
Corporationsの生徒に片羽を与える天使。三大学園が有する天使像の中で最も古いとされており、「はじまりの天使像」とも呼称される。
深穴（）
とある修行僧の渇望によって反現実と化した洞窟。終末ポテンシャルはStage2「種まき」。深穴から出た対象は入った時点の状態に巻き戻るため、深穴内部で死亡した者も遺体を外へ出せば蘇生する。各階層で反現実生命体が生成されており、蒼の学園では新人生徒の訓練のために利用されている。

#### その他の終末
霊魂アキュムレータ™
境界領域商会によって制作・販売されている終末。終末ポテンシャルはStage3「成長」。
「女神」が人間を言葉巧みに「門」へ誘導し、その中で人間の魂魄流動体を保全する。捕まった人間たちは溶かされて一つの肉塊にされ、魂魄流動体の鮮度を保つために異世界で冒険する夢を見せられ続ける。
臓物マンション
バルセロナ郊外のマンションで発生した終末。永遠なる沈黙の熱狂者による儀礼であり、屋上に互いの頸椎を折った12対の遺体を配置してマンションを魔術の影響下に置き、住人の頭部を羊の子宮に変えて魂を加工し、育てた羊の胎児を二級天使・黒曜石に捧げる。
泥の仮面
東アジアからアメリカ大陸にかけての海岸で大量に発見された仮面。終末ポテンシャルはStage2「種まき」。
その正体は、旧人類が現代の環境に適応できるよう守護者によって加工された存在。現人類の顔面に張り付いて肉体を簒奪する。しかし心葉からは、すでに長期間延命させられた旧人類は存在すること自体を苦痛と感じていて、現人類を乗っ取ったとしてもその瞬間に壊れる可能性を指摘されている。
守護者
旧人類によって造られた機械生命体。とある守護者が開発したとされる終末「灰色の霧」によって旧人類が滅ぼされた後、生き残った旧人類を深海に形成した異界で保護し、再び地上で繁栄させるために旧人類を泥の仮面に作り変える。旧人類を愛し尊ぶ反面、現人類を見下して憚らない。
死体仕掛けの神（）
守護者が自ら展開した異界や旧人類の遺骸、他の守護者を喰らうことで変化した姿。
二級天使・百の翼（）
永遠なる沈黙の熱狂者によって信仰される天使の一柱。終末ポテンシャルはStage5「混乱」。観測した者の背後に現れ、赤い糸でその口を縫うことで言語機能を失わせる。
鉄の心臓
東京上野公園・不忍池の水面下にある、未知の金属で構成された全長5メートルの心臓。終末ポテンシャルはStage1「始まり」。桜次元が放つ現実性の波を、遠隔の次元から秘匿する能力を有しており、これによって桜次元は別次元の脅威にさらされる機会が比較的少なくなっている。
星のくじら
光速の1298乗の速度で次元を回遊する鯨。終末ポテンシャルはStage10「終焉」。知的生命体の存在する次元を目指して移動し、1秒で数万もの次元を破壊する。

### その他のキャラクター
髑髏の仮面の男
蒼の学園が世界を滅ぼしたとされる、別次元の言万心葉。蒼の学園を憎悪し、滅ぼすことを目的としている。
鳥と詩――翼、広げて。（）
髑髏の仮面の男の「死者を冒涜する」銃痕の到達点。かつて共に過ごした死者の性質を再現する能力であり、対象への思い入れが強いほど再現される力も増大する。
ジェヴォーダンの乙女――祈り歌（）
別次元のレアの「反転する」斬撃の到達点。チェーンソウと接触した事象を反転させる能力をもつ。

藍色の兎
死霊次元の首領。藍色の髪と、恋兎と同様の兎耳が特徴の少女。恋兎を「桜色の兎」と呼ぶ。
廃道 昏（）
探偵協会に所属する、ランクC（要注意級）の縛鎖の探偵。出身は桜次元で、石川県の金沢で暮らす普通の女子高生だったが、探偵能力の発現に伴い探偵協会に保護された経緯をもつ。故郷を大切に思っており、死霊次元の侵略から故郷を守るために、粛清を覚悟の上で蒼の学園に危機を知らせた。
探偵能力
半径10メートル以内に接近した対象者たちの記憶を歪め、一方を「被害者」に、もう一方を被害者に対して強い殺人の動機を持つ「殺人者」に変貌させる。昏の意思とは無関係に際限なく発動し、昏本人だけでなく探偵能力の影響を受けた者も中心となって効果を発揮する。

ラファエル・ガルシア
サングレ・オクルタのボスの甥。心葉のことを友人だと思っており、彼を救えなかったことを悔やんでいる。

## 作中設定

### 世界観
終末（）
宇宙の寿命が近いことによって生じた小さな綻びから始まり、存在を維持するために進化し続け、いずれ宇宙の法則を喰らうほどの脅威になるとされる事象。成長段階によって、始まり・種まき・成長・活性化・混乱・動揺・破壊・大火災・大洪水・終焉の10段階で終末ポテンシャルが設定される。確認される終末の件数は年々増加しており、第1巻時点の年に確認されたのが12897件で、解決済みが2180件だとされ、根絶が困難となっている。
天空都市・フルクトゥス
地球の上空にある亜空間の都市。面積は地球の5倍以上で、人間の居住可能域はその1%程度だとされる。いつから存在しているかも不明で、誰も詳細を知らない。
魂魄流動体（）
魂、あらゆる物質が有する指向性。
共同幻想
あらゆる存在の渇望が基礎科学を構築するという、宇宙における原初の法則。若い宇宙でのみ観測できる現象であり、宇宙が安定するとその恒常性によって力を失う。
異なる法（）
別次元の基礎科学の総称。全ての次元の基礎科学はそれぞれ異なる渇望が反映されるため、近似した次元であってもその波長は異なる。
銃痕（）
銃痕の天使が蒼の学園の生徒に与える銃。所有者の渇望を具現化したものであり、渇望に伴って強くなる反面、代償も大きくなる。
斬撃
斬撃の天使がカウス・インスティトゥートの生徒に与える、特殊能力を有する剣。
片羽（）
片翼の天使がCorporationsの生徒に与える翼。能力は銃痕や斬撃と比較すると、広範囲に影響をおよぼすものが多く、武器形態をもたない代わりに所有者の身体能力を向上させる。
到達点（）
銃痕・斬撃・片羽がもつ、所有者が自身の絶望に立ち向かう時にのみ発現する最奥の力。発現には大きな代償を伴うとされる。
探偵
職業の探偵のことではなく、世界の理から外れた「探偵能力」をもつ知的生命体を指す。本人の善意や悪意とは無関係に探偵能力を発揮し、トップクラスであれば銀河1つを容易に破壊すると評される。
桜次元
心葉たちのいる次元。鉄の心臓の能力により、無数の次元の中では比較的長命である。
死霊次元
桜次元から離れた位置にある次元。死霊次元の人間は自己同一性の崩壊耐性が高く、桜次元への侵略の約1000年前に不死技術を確立した。人口は少なく生への執着は希薄で、死霊次元が星のくじらの進路上にあることを知った際には諦観していたが、ある少女の働きによって300年前に産まれた子どもたちが生きる姿に感化され、子どもたちを守るために桜次元への侵略に踏み切った。

### 組織
終末停滞委員会（）
世界を守るために終末と戦う組織。主に蒼の学園、Corporations、カウス・インスティトゥートの三大学園からなる。
蒼の学園（）
フルクトゥスの第12地区にある、三大学園のひとつ。最多の終末無力化件数という実績はあるが、倫理的な問題も挙がっており、他の学園から非難されることがある。下部組織のイルミナティは情報操作や反現実に関する研究を行っている。
カウス・インスティトゥート
フルクトゥスの第9地区にある、三大学園のひとつ。規律を重視する反面、融通が利かない面があるとされる。
Corporations（）
フルクトゥスの第6地区にある、三大学園のひとつ。多くの学園企業によって運営されている連合組織。拝金主義的な価値観が強く、三大学園で最も栄えている反面、貧富の格差が大きい。
十輪のクレマティス
終末停滞委員会の最終意思決定を行う組織。
境界領域商会
終末を流通させている反現実組織。
永遠なる沈黙の熱狂者
沈黙を信仰し、言語を敵視する反現実性のカルト宗教。
探偵協会
多次元に存在する探偵の保護を行う反現実組織。探偵が制御不能な存在であることから、他の次元への介入を認めていない。
サングレ・オクルタ
心葉の囁き屋を利用して規模を拡大させたメキシカンマフィア。

## 作風
本作は、SF・伝奇・異能バトル・セカイ系など多様な要素を基盤とし、そこに多くの属性を盛り込んだヒロインが次々登場するのが特徴であり、ゼロ年代のライトノベルを想起させるような、今の主流と少し異なる作風となっている。
逢縁は本作を「自身が面白いと思う要素だけを詰め込んだ作品」と位置付けており、同時期に発表されたゲーム『It was a human.』とは対照的な方向性を持つと語っている。逢縁によれば、本作が「美しい（面白い）もの」を描くことを志向したのに対し、『It was a human.』は「醜い（不愉快な）もの」を描くことを目的として制作されたという。両作は一見対照的な作風を持つが、結果的にどちらの作品の主人公も「人間になりたい」という願いを抱くようになっており、逢縁自身もその一致について「意識はしていなかった」と振り返っている。

## 制作背景
逢縁の前作『運命の人は、嫁の妹でした。』（以下『うめした』）の刊行から間もない2022年8月ごろ、『うめした』がSF作品であることが読者の購買意欲に影響した可能性を踏まえ、編集と「次作はより王道のラブコメ路線にする」という方向性が話し合われていた。しかし、その後『うめした』が『このライトノベルがすごい!』で一定の評価を得たことを受け、編集から「逢縁らしさを活かしたSF路線で自由に創作すべき」との提案があり、逢縁もそれを受けて、自身の個性を前面に出した作品づくりへと方針を転換した。
企画初期には、「2つの並行世界を出入りして、失踪したもう一人の自分の謎を解く」というプロットのSFミステリ作品が本命案として提出されていた。一方で、おまけとして提出された別案が本作のプロトタイプとなっており、最終的にこちらが採用されることになった。
逢縁は本作のイラストレーターとして、人の目を引く絶対的な個性と、創造性の高いキャラクターデザイン、華やかで鮮やかな画風を備えた人物を想定しており、かねてよりファンだった荻poteを編集に希望したところ、了承され起用が実現したという。

## 評価
岬鷺宮は第1巻の解説にて、現在の小説がコスト意識を求められていることについて言及しながら、本作が自分なら2、3冊かける量の情報をひとつひとつ作り込んだ上で提示していることについて、作家側のコストパフォーマンスを無視して読者側が贅沢に情報を摂取できるような構造になっている、「『商業作品』として『原価割れ』を恐れていない」と評し、その理由は逢縁奇演が純粋に好きでやっているからだろうと考え、作家として羨ましいと述べている。
『このライトノベルがすごい！2025』では文庫部門で4位、総合新作部門で2位になった。
ラノベニュースオンラインアワードでは、第3巻が2025年1月刊の投票アンケートで「熱かった部門」に選出され、第4巻が2025年6月刊の投票アンケートで「総合部門」「熱かった部門」に選出された。

## 既刊一覧
- 逢縁奇演（著）・荻pote（イラスト） 『こちら、終末停滞委員会。』 KADOKAWA〈電撃文庫〉、既刊4巻（2025年6月10日現在）
  1. 2024年7月10日発売[220]、ISBN 978-4-04-915800-7
  2. 2024年9月10日発売[221]、ISBN 978-4-04-915906-6
  3. 2025年1月10日発売[222]、ISBN 978-4-04-916094-9
  4. 2025年6月10日発売[223]、ISBN 978-4-04-916413-8